# Connomyia lindneri
Connomyia lindneri là một loài ruồi trong họ Asilidae. Connomyia lindneri được Oldroyd miêu tả năm 1980.